# Circondario dell'Ostprignitz-Ruppin
Il circondario dell'Ostprignitz-Ruppin (in tedesco Landkreis Ostprignitz-Ruppin) è un circondario rurale del Land tedesco del Brandeburgo.

Comprende 6 città e 17 comuni.

Capoluogo e centro maggiore è Neuruppin.

## Storia
Il circondario dell'Ostprignitz-Ruppin fu creato nel 1993 dall'unione dei 3 precedenti circondari di Kyritz, Neuruppin e Wittstock.

## Geografia fisica
Il circondario dell'Ostprignitz-Ruppin confina a nord con il circondario della Mecklenburgische Seenplatte (nel Meclemburgo-Pomerania Anteriore), ad est con l'Oberhavel, a sud con l'Havelland e ad ovest con Prignitz e (per un breve tratto) con il circondario di Stendal (nella Sassonia-Anhalt).

## Società

### Evoluzione demografica
- Sviluppo della popolazione dal 1875 entro gli attuali confini (linea blu: popolazione; linea puntata: confronto dello sviluppo della popolazione dello stato del Brandenburgo; sfondo grigio: ai tempi del governo nazista; sfondo rosso: al tempo del governo comunista).
- Sviluppo recente della popolazione (linea blu) e previsioni.

## Geografia antropica
Il circondario dell'Ostprignitz-Ruppin si compone di 4 città extracomunitarie (Amtsfreie Stadt), 3 comuni extracomunitari (Amtsfreie Gemeinde) e 3 comunità amministrative (Amt), che raggruppano complessivamente 2 città e 14 comuni.

### Città extracomunitarie (Amtsfreie Stadt)
- Neuruppin (media città di circondario)
- Kyritz
- Rheinsberg
- Wittstock/Dosse

### Comuni extracomunitari (Amtsfreie Gemeinde)
- Fehrbellin
- Heiligengrabe
- Wusterhausen/Dosse

### Comunità amministrative (Amt)
| - Lindow (Mark), con i comuni: - Lindow (Mark) (città) - Herzberg (Mark) - Rüthnick - Vielitzsee | - Neustadt (Dosse), con i comuni: - Neustadt (Dosse) (città) - Breddin - Dreetz - Sieversdorf-Hohenofen - Stüdenitz-Schönermark - Zernitz-Lohm | - Temnitz, con i comuni: - Walsleben - Dabergotz - Märkisch Linden - Storbeck-Frankendorf - Temnitzquell - Temnitztal |